# 蛭子町 (瀬戸市)
蛭子町（えびすちょう）は、愛知県瀬戸市祖母懐連区の町名。丁番を持たない単独町名である。

## 地理
- 瀬戸市の中央部に位置する[8]。西を南仲之切町、北を末広町、東を西郷町・祖母懐町、南を上ノ切町・東本町と隣接している[8]。
- 住宅と陶磁器関係の小工場、商店が混在している[8]。

### 河川
- 一里塚川（瀬戸川支流）[8] ： 町の中央部を北流している。

- 一里塚川（蛭子町内）

### 学区
市立小・中学校に通う場合、学区は以下の通りとなる。また、公立高等学校普通科に通う場合の学区は以下の通りとなる。
| 番・番地等 | 小学校                 | 中学校                 | 高等学校 |
| ---------- | ---------------------- | ---------------------- | -------- |
| 全域       | 瀬戸市立にじの丘小学校 | 瀬戸市立にじの丘中学校 | 尾張学区 |

## 歴史

### 町名の由来
この地を通る赤津街道には、足助方面へ通じる重要道路であったにもかかわらず、一里塚川には一枚の板橋しかなかったため、当時の恵比寿講をその年に限ってやめ、その費用で橋をかけた。そして、これが橋の名となり、後に町名に取り入れられたといわれる。

### 沿革
- 1942年（昭和17年）1月9日 - 瀬戸市大字瀬戸字上ノ切の一部により、同市蛭子町として成立[2]。

## 世帯数と人口
2024年（令和6年）10月1日現在の世帯数と人口は以下の通りである。
| 町丁   | 世帯数 | 人口 |
| ------ | ------ | ---- |
| 蛭子町 | 45世帯 | 81人 |

### 人口の変遷
国勢調査による人口の推移
| 1995年（平成7年）  | 167人 | [ 12 ] |  |
| 2000年（平成12年） | 161人 | [ 13 ] |  |
| 2005年（平成17年） | 145人 | [ 14 ] |  |
| 2010年（平成22年） | 113人 | [ 15 ] |  |
| 2015年（平成27年） | 102人 | [ 16 ] |  |
| 2020年（令和2年）  | 88人  | [ 17 ] |  |

### 世帯数の変遷
国勢調査による世帯数の推移。
| 1995年（平成7年）  | 57世帯 | [ 12 ] |  |
| 2000年（平成12年） | 52世帯 | [ 13 ] |  |
| 2005年（平成17年） | 50世帯 | [ 14 ] |  |
| 2010年（平成22年） | 45世帯 | [ 15 ] |  |
| 2015年（平成27年） | 43世帯 | [ 16 ] |  |
| 2020年（令和2年）  | 39世帯 | [ 17 ] |  |

## 交通

### 鉄道
町内に鉄道は走っていない。最寄り駅は名鉄瀬戸線尾張瀬戸駅になる。

### バス
名鉄バス「東山線」
- 【11】【12】【13】瀬戸駅前 - にじの丘学園 - 一里塚 - 赤津 系統が走っているが、町内にバス停はない。最寄りのバス停は、東本町一丁目バス停・祖母懐橋バス停になる。

### 道路
愛知県道33号瀬戸設楽線 ： 町の南端を東西に走っている。

## 施設
- 旧・蛭子湯 ： 木造三階建ての銭湯だったが、2006年（平成18年）に廃業[18]。
- 蛭子町ちびっこ広場 ： 町の東部にある小さな公園。すべり台と鉄棒がある。

- 旧・蛭子湯
- 蛭子町ちびっこ広場

## その他

### 日本郵便
- 郵便番号 : 489-0826[6]（集配局：瀬戸郵便局[19]）。